# Distretto di Chiang Khong
Il distretto di Chiang Khong (in thailandese: เชียงของ) è un distretto (amphoe) della Thailandia, situato nella provincia di Chiang Rai.